# Dominique McElligott
Dominique McElligott (sinh ngày 5 tháng 3 năm 1986) là nữ diễn viên người Ireland. Cô từng tham gia một số phim truyền hình như: Raw (2008), Hell on Wheels (2011–2012), The Astronaut Wives Club (2015), House of Cards (2016–2017) và The Last Tycoon (2016). Năm 2019, cô vào vai Maggie Shaw/Queen Maeve trong The Boys (2019–2022) và The Boys Presents: Diabolical (2022).

## Tiểu sử
McElligott lớn lên ở Dublin và đi diễn khi còn học trung học cơ sở. Cô tốt nghiệp trường Đại học Dublin.

## Sự nghiệp
Năm 2009, cô vào vai chính trong phim điện ảnh Moon cũng như tham gia sê-ri truyền hình Raw (đài RTÉ). Sau đó cô góp mặt trong các phim Leap Year (2010) và The Guard (2011). Từ năm 2011 đến năm 2012, cô thủ vai chính sê-ri Hell on Wheels của AMC. Năm 2015, cô cũng nhận một vai chính trong The Astronaut Wives Club (đài ABC). Năm 2016, McElligott vào vai Hannah Conway, vợ ứng cử viên tổng thống của Đảng Cộng hòa, trong mùa thứ tư và thứ năm của sê-ri Netflix House of Cards. Từ năm 2019, cô đóng vai Maggie Shaw/Queen Maeve trong phim siêu anh hùng The Boys của Amazon Prime Video, dựa trên loạt truyện tranh cùng tên.

## Danh sách phim

### Điện ảnh
| Năm  | Tên                     | Vai             | Ct |
| ---- | ----------------------- | --------------- | -- |
| 2008 | Dark Floors             | Emily           |    |
| 2008 | Satellites & Meteorites | Bác sĩ Johnson  |    |
| 2009 | Moon                    | Tess Bell       |    |
| 2010 | Leap Year               |                 |    |
| 2011 | The Guard               | Aoife O'Carroll |    |
| 2011 | Blackthorn              | Etta Place      |    |
| 2012 | Not Fade Away           | Joy Dietz       |    |
| 2019 | Two/One                 | Martha          |    |

### Truyền hình
| Năm       | Tên                           | Vai                       | Ct                                               |
| --------- | ----------------------------- | ------------------------- | ------------------------------------------------ |
| 2001–2002 | On Home Ground                | Cora Collins              | 10 tập                                           |
| 2005      | Whiskey Echo                  | Rachel                    |                                                  |
| 2008      | Being Human                   | Lauren                    | Tập: "Pilot"                                     |
| 2008      | Raw                           | Rebecca Marsh             | 6 tập                                            |
| 2009      | The Philanthropist            | Bella Olazabal            | Nhân vật bị bỏ khỏi kịch bản trước khi phát sóng |
| 2011–2012 | Hell on Wheels                | Lily Bell                 | Vai chính (mùa 1–2); 20 tập                      |
| 2015      | The Astronaut Wives Club      | Louise Shepard            | Vai chính; 10 tập                                |
| 2016–2017 | House of Cards                | Hannah Conway             | Vai phụ (mùa 4); vai chính (mùa 5); 15 tập       |
| 2016–2017 | The Last Tycoon               | Kathleen Moore            | Vai chính; 9 tập                                 |
| 2019–2022 | The Boys                      | Maggie Shaw / Queen Maeve | Vai chính; 22 tập                                |
| 2022      | The Boys Presents: Diabolical | Maggie Shaw / Queen Maeve | Lồng tiếng; tập: "I'm Your Pusher"               |